# Anastasios Orlandos
Anastasios Orlandos (in greco: Αναστάσιος Ορλάνδος; Atene, 23 dicembre 1887 – Atene, 6 ottobre 1979) è stato un architetto e archeologo greco, il più importante ricercatore di architettura greca e uno dei fondatori della scienza dell'arte bizantina in Grecia.
Negli anni si occupò di numerosi restauri nell'Acropoli di Atene, tra i quali il pronao del tempio di Efesto.
Su di lui ebbe una forte influenza la figura di Nikolaos Balànos, caratterizzata da una visione strettamente ancorata alla concezione classicistica del restauro divulgata e sbandierata da Eugène Viollet-le-Duc.

## Opere
(lista parziale)
- Les matériaux de construction et la technique architecturale des anciens Grecs. 2 volumes, de Boccard, Paris 1966–1968.